# Tananai

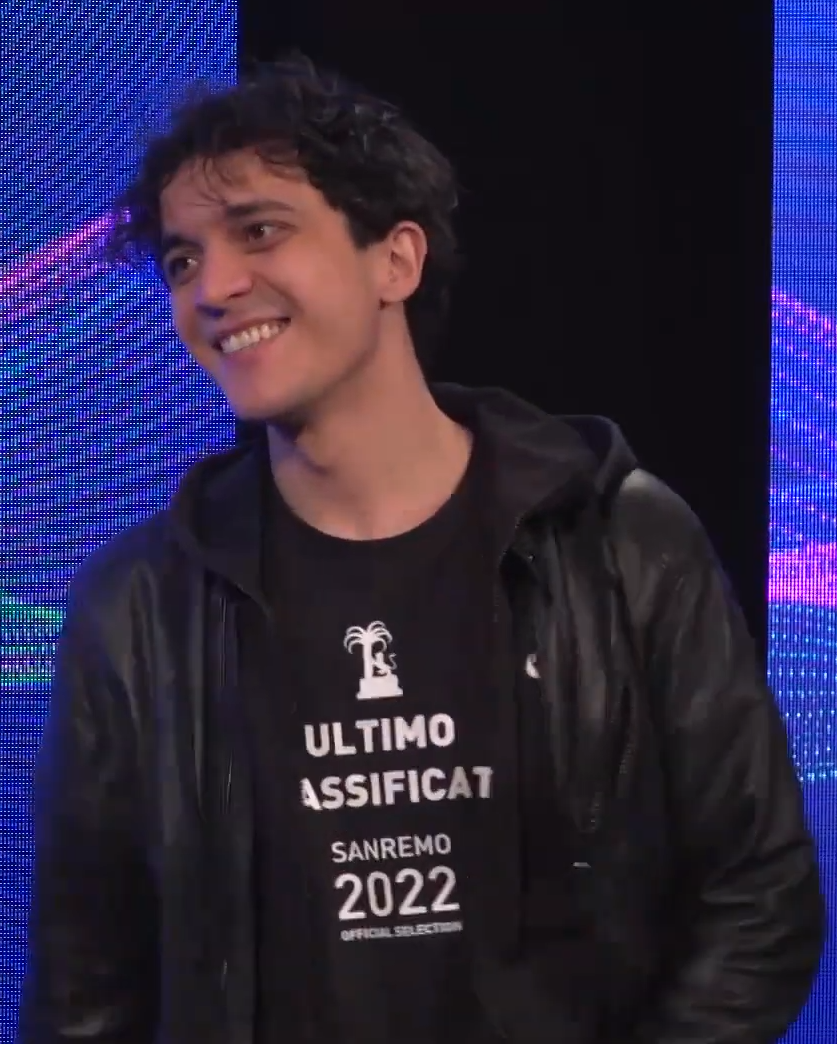
Tananai (2023)

Tananai (* 8. Mai 1995 als Alberto Cotta Ramusino in Mailand) ist ein italienischer Popsänger.

## Werdegang
Der Musiker begann früh, mit elektronischer Musik zu experimentieren. Bei Universal produzierte er schließlich 2017 unter dem Pseudonym Not for Us das elektronische Album To Discover and Forget. Danach versuchte er sich an anderen Musikgenres. Ab 2019 veröffentlichte er als Tananai Lieder, bei denen er auch den Gesang übernahm. 2020 erschien die EP Piccoli Boati. 
Mit der Single Baby Goddamn leitete Tananai 2021 einen erneuten Stilwandel ein. Er arbeitete in der Folge mit Fedez und Jovanotti zusammen und im Wettbewerb Sanremo Giovani erreichte er mit dem Lied Esagerata den zweiten Platz, wodurch er sich für das Sanremo-Festival 2022 qualifizierte. Dort landete er mit Sesso occasionale zwar auf dem letzten Platz, der Beitrag wurde anschließend aber ein großer Erfolg. Gleichzeitig stieg Baby Goddamn vom Vorjahr bis auf Platz drei der Singlecharts auf.
Im Sommer 2022 hatte Tananai zusammen mit Fedez und Mara Sattei mit La dolce vita einen Sommerhit. Gegen Ende des Jahres erschien sein Debütalbum Rave, Eclissi. Beim Sanremo-Festival 2023 ging er mit Tango ins Rennen und erreichte den fünften Platz.

## Diskografie

### Alben
| Jahr | Titel Musiklabel                                    | Höchstplatzierung, Gesamtwochen, AuszeichnungChartsChartplatzierungen (Jahr, Titel, Musiklabel, Platzierungen, Wochen, Auszeichnungen, Anmerkungen) | Anmerkungen                                           |
| Jahr | Titel Musiklabel                                    | IT | Anmerkungen                                           |
| ---- | --------------------------------------------------- | --- | ----------------------------------------------------- |
| 2017 | To Discover and Forget Universal Music Italia (UMG) | — | Erstveröffentlichung: 13. Oktober 2017 als Not for Us |
| 2022 | Rave, Eclissi Capitol Records (UMG)                 | IT3 ×3Dreifachplatin · (… Wo.)IT | Erstveröffentlichung: 24. November 2022               |
| 2024 | Calmocobra Capitol Records (UMG)                    | IT1 Platin · (… Wo.)IT | Erstveröffentlichung: 18. Oktober 2024                |

### EPs
- 2014: Piccoli Boati

### Singles
| Jahr | Titel Album                           | Höchstplatzierung, Gesamtwochen, AuszeichnungChartplatzierungen (Jahr, Titel, Album, Platzierungen, Wochen, Auszeichnungen, Anmerkungen) | Höchstplatzierung, Gesamtwochen, AuszeichnungChartplatzierungen (Jahr, Titel, Album, Platzierungen, Wochen, Auszeichnungen, Anmerkungen) | Anmerkungen                                                                        |
| Jahr | Titel Album                           | IT | CH | Anmerkungen                                                                        |
| --- | ------------------------------------- | --- | --- | ---------------------------------------------------------------------------------- |
| 2021 | Baby Goddamn Rave, Eclissi            | IT3 ×5Fünffachplatin · (62 Wo.)IT | — | Erstveröffentlichung: 26. März 2021 Charteinstieg erst nach Sanremo-Teilnahme 2022 |
| 2022 | Sesso occasionale Rave, Eclissi       | IT8 ×3Dreifachplatin · (27 Wo.)IT | — | Erstveröffentlichung: 3. Februar 2022 Beitrag zum Sanremo-Festival 2022            |
| 2022 | Comincia tu –                         | IT— GoldIT | — | Erstveröffentlichung: 5. Februar 2022 feat. Rosa Chemical                          |
| 2022 | La dolce vita Disumano (Riedizione)   | IT1 ×6Sechsfachplatin · (59 Wo.)IT | CH44 Gold · (12 Wo.)CH | Erstveröffentlichung: 3. Juni 2022 mit Fedez & Mara Sattei                         |
| 2022 | Pasta Rave, Eclissi                   | IT48 Gold · (4 Wo.)IT | — | Erstveröffentlichung: 30. Juni 2022                                                |
| 2022 | Abissale Rave, Eclissi                | IT11 ×3Dreifachplatin · (33 Wo.)IT | — | Erstveröffentlichung: 11. Oktober 2022                                             |
| 2023 | Tango Rave, Eclissi (Edizione deluxe) | IT2 ×6Sechsfachplatin · (93 Wo.)IT | CH71 (1 Wo.)CH | Erstveröffentlichung: 9. Februar 2023 Beitrag zum Sanremo-Festival 2023            |
| 2023 | Un altro mondo –                      | IT17 ×2Doppelplatin · (29 Wo.)IT | — | Erstveröffentlichung: 21. Juni 2023 mit Merk & Kremont & Marracash                 |
| 2024 | Veleno Calmocobra                     | IT40 Platin · (24 Wo.)IT | — | Erstveröffentlichung: 14. März 2024                                                |
| 2024 | Ho fatto un sogno –                   | IT17 (2 Wo.)IT | — | Erstveröffentlichung: 26. April 2024 mit Madame & Rose Villain                     |
| 2024 | Storie brevi Calmocobra               | IT3 ×3Dreifachplatin · (51 Wo.)IT | — | Erstveröffentlichung: 4. Juni 2024 mit Annalisa                                    |
| 2024 | Ragni Calmocobra                      | IT17 Gold · (21 Wo.)IT | — | Erstveröffentlichung: 5. September 2024                                            |
| 2025 | Alibi Calmocobra                      | IT39 (7 Wo.)IT | — | Erstveröffentlichung: 20. März 2025                                                |
| 2025 | Bella madonnina Calmocobra            | IT46 (… Wo.)IT | — | Erstveröffentlichung: 9. Juni 2025                                                 |
| Folgende Lieder erschienen nicht als Single, wurden aber durch das Album zum Download und Streaming bereitgestellt und konnten somit eine Platzierung erlangen: |                                       | | |                                                                                    |
| |                                       | | |                                                                                    |
| 2022 | Quelli come noi Rave, Eclissi         | IT94 (1 Wo.)IT | — |                                                                                    |
| 2024 | Punk love storia Calmocobra           | IT62 (1 Wo.)IT | — |                                                                                    |
| 2025 | Booster Calmocobra                    | IT43 (14 Wo.)IT | — |                                                                                    |

Weitere Lieder
- 2021: Esagerata (IT: Gold)

## Belege
1. ↑  Tananai. In: Sanremo 2022. Rai, abgerufen am 8. Januar 2022.
2. 1 2  Chartquellen: IT CH
3. 1 2  Auszeichnungen für Musikverkäufe: IT CH

| Personendaten    | Personendaten                                                 |
| ---------------- | ------------------------------------------------------------- |
| NAME             | Tananai                                                       |
| ALTERNATIVNAMEN  | Cotta Ramusino, Alberto (Geburtsname); Not for Us (Pseudonym) |
| KURZBESCHREIBUNG | italienischer Popsänger                                       |
| GEBURTSDATUM     | 8. Mai 1995                                                   |
| GEBURTSORT       | Mailand                                                       |